# Edyta Gietka
Edyta Gietka – polska dziennikarka i reportażystka.

## Kariera
Ukończyła filologię polską na Uniwersytecie Jagiellońskim. Była związana w latach 2002–2006 z tygodnikiem Przegląd. Od 2006 związana jest z tygodnikiem Polityka. 
Dziennikarka zdobyła dwukrotnie nagrodę Grand Press. Pierwszą w 2007 w kategorii „reportaż prasowy” za tekst „Mały szuka nieba” opowiadającym o codziennym życiu osób niskorosłych. Drugą w 2013 w kategorii „dziennikarstwo specjalistyczne” za reportaż „Rżnący, szarpiący, miażdżący…” o ekonomicznych barierach w dostępie pacjentów onkologicznych do morfiny. Po publikacji Helsińska Fundacja Praw Człowieka zwróciła się z prośbą do ówczesnego ministra zdrowia Bartosza Arłukowicza z prośbą o zainteresowanie tematem stosowania morfiny i innych środków uśmierzających ból, które według reportażu były stosowane pięć razy rzadziej niż w innych krajach zachodnich.
W 2014 była nominowana do nagrody MediaTory za tekst „Serce Marysi” w kategorii ReformaTOR.
Dziennikarka zdobyła przyznawaną przez Polskie Radio statuetkę Melchiora 2008 w kategorii Inspiracja Roku.

## Oskarżenia i kontrowersje
W 2014 roku w artykule „Pośli upór” dziennikarka opisała jak poseł Arkadiusz Mularczyk wnioskował do prezydenta Nowego Sącza, prokuratury, sanepidu, policji, nadzoru budowlanego powiatowego i wojewódzkiego o kontrole wobec niechcianego sąsiada - osoby bezdomnej zamieszkującej kontener nieopodal działki posła.  Po publikacji poseł Mularczyk domagał się przeprosin i wycofania całego nakładu Polityki z artykułem dziennikarki. Finalnie sprawa trafiła do sądu, który w 2017 odrzucił oskarżenie o naruszenie prawa do prywatności stwierdzając, że artykuł w powstał publicznie uzasadnionym interesie oraz nie narusza praw posła.
W 2021 w artykule „Ułomny niezłomny” autorka opisała sylwetkę Stanisława Matuszyka, skazanego na rok pozbawienia wolności, który przez dekadę podawał się za kombatanta walczącego zbrojnie w latach 50. o niepodległość Polski. Do artykułu odniósł się krakowski oddział Instytutu Pamięci Narodowej wydając oświadczenie. W oświadczeniu IPN zaznaczył, że Matuszyk otrzymał wyrok za wyłudzenie odszkodowań oraz śledczy IPN nie prowadzili poszukiwań szczątków w oparciu o relacje fałszywego kombatanta. IPN zapowiedział też podjęcie kroków prawnych. Na stronie internetowej Tygodnika Polityka pojawiła się adnotacja oznaczona jako „od autorki”, w której Edyta Gietka wycofuje się z fragmentu tekstu dot. poszukiwań szczątków.